# Mesosa plurinigrosignata
Mesosa plurinigrosignata är en skalbaggsart som beskrevs av Stefan von Breuning 1982. Mesosa plurinigrosignata ingår i släktet Mesosa och familjen långhorningar. Inga underarter finns listade i Catalogue of Life.